# Эсквайр
Эсква́йр, сквайр (англ. esquire от лат. scutarius «щитоносец») — почётный титул в Англии (первоначально, в раннем средневековье, этим титулом награждался оруженосец рыцаря); впоследствии титул присваивался чиновникам, занимающим должности, связанные с доверием правительства.
Термин эсквайр часто употребляется как равнозначный термину джентльмен. В США в качестве приставки, стоящей после имени, используется при обращении к дипломированным адвокатам (см. англ. attorneys).
Первоначально титул эсквайр носили все дворяне, обладавшие собственным гербом, но не бывшие пэрами или рыцарями, то есть весь обширный класс английского джентри. Лица иных сословий могли получить титул особой королевской грамотой, после чего он передавался по наследству. Таким образом, приставка «эсквайр» в большинстве случаев свидетельствовала о том, что другого сколь-нибудь значимого титула у его хозяина нет.
Также от эсквайр произошёл термин сквайр — мелкий помещик, из числа джентри, чаще всего владеющий землёй какой-либо деревни, сдавая её внаём жителям, и таким образом играющий доминирующую роль в жизни деревни, в том числе и через попутное занятие административных должностей, например, ректора местной церкви. Типичным примером является сквайр Трелони из романа Стивенсона «Остров сокровищ».
Титул используется в основном при упоминании в третьем лице и на письме.